# 이세계 식당

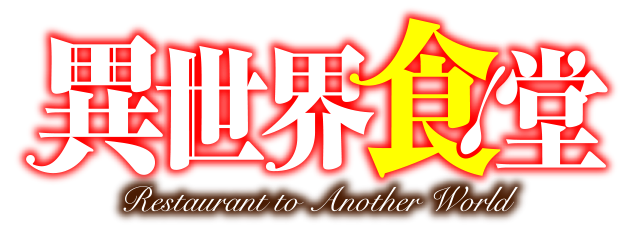

《이세계 식당》(일본어: 異世界 食堂)은 이누즈카 준페이가 쓴 일본의 라이트 노벨이다. 〈소설가가 되자〉에서 2013년 1월 4일부터 연재하고 있다. 단행본은 히어로 문고에서 2021년 10월 기준으로 6권까지 나왔다. 만화는 스퀘어 에닉스에서 전 4권으로 나왔다.
애니메이션 1기는 SILVER LINK.에서 만들어 2017년 7월 4일부터 9월 19일까지, 2기는 OLM에서 만들어 2021년 10월 2일부터 12월 18일까지 TV 도쿄 등에서 방영되었다.

## 방영 목록

### 1기
| 회차       | 제목                     | 방송 일자       |
| ---------- | ------------------------ | --------------- |
| 1화        | 비프 스튜모닝 세트       | 2017년 7월 4일  |
| 2화        | 민치 가스새우 튀김       | 2017년 7월 11일 |
| 3화        | 미트 소스초콜릿 파르페   | 2017년 7월 18일 |
| 4화        | 오므라이스두부 스테이크  | 2017년 7월 25일 |
| 5화        | 돈가스 덮밥푸딩 아라모드 | 2017년 8월 1일  |
| 6화        | 샌드위치버터 감자        | 2017년 8월 8일  |
| 7화        | 카레 라이스치킨 카레     | 2017년 8월 15일 |
| 8화        | 햄버그 스테이크쿠키 세트 | 2017년 8월 22일 |
| 9화        | 시푸드 프라이크림 소다   | 2017년 8월 29일 |
| 10화       | 크레이프낫토 스파        | 2017년 9월 5일  |
| 11화       | 카르파초카레 빵          | 2017년 9월 12일 |
| 최종화(12) | 톤지루크로켓             | 2017년 9월 19일 |

### 2기
| 회차       | 제목                           | 방송 일자        |
| ---------- | ------------------------------ | ---------------- |
| 1화        | 치즈 케이크모닝 세트 2탄       | 2021년 10월 2일  |
| 2화        | 비프 스테이크슈크림            | 2021년 10월 9일  |
| 3화        | 햄버거비프 카레                | 2021년 10월 16일 |
| 4화        | 어린이 런치크림 크로켓         | 2021년 10월 23일 |
| 5화        | 스카치 에그몽블랑              | 2021년 10월 30일 |
| 6화        | 라이스 버거피자                | 2021년 11월 6일  |
| 7화        | 오코노미야키말차 팥빙수        | 2021년 11월 13일 |
| 8화        | 로스트 비프치즈 케이크 2탄     | 2021년 11월 20일 |
| 9화        | 마카로니 그라탕과일 젤리       | 2021년 11월 27일 |
| 10화       | 데리야키 버거초콜릿 파르페 2탄 | 2021년 12월 4일  |
| 11화       | 키시커피 플로트                | 2021년 12월 11일 |
| 최종화(12) | 로스 가스뷔페                  | 2021년 12월 18일 |